# Colorado College Tigers
Colorado College Tigers är en idrottsförening tillhörande Colorado College och har som uppgift att ansvara för collegets idrottsutövning.

## Idrotter
Tigers deltager i följande idrotter:
| Herrar - Basket - Cross Country - Fotboll - Friidrott - Ishockey - Lacrosse - Simning - Simhopp - Tennis | Damer - Basket - Cross Country - Fotboll - Friidrott - Lacrosse - Simning - Simhopp - Tennis - Volleyboll |

## Idrottsutövare

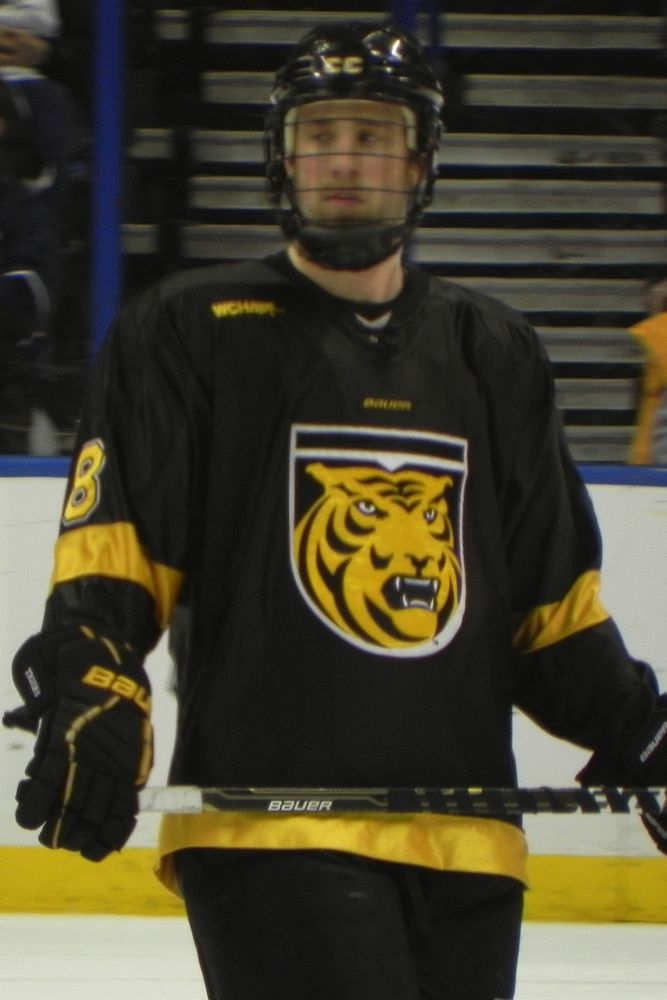
Jaden Schwartz när han spelade för Tigers.

| Ishockey - Richard Bachman - Brian Connelly - Joey Crabb - Andre Gambucci - Jack Hillen - Doug Lidster - Curtis McElhinney - Hunter McKown - Gustav Olofsson - Toby Petersen - Tom Preissing | - Nate Prosser - Chad Rau - Brian Salcido - Jaden Schwartz - Marty Sertich - Jaccob Slavin - Josiah Slavin - Brett Sterling - Colin Stuart - Mark Stuart - Bill Sweatt |